# Carte mémoire (apprentissage)
Pour les articles homonymes, voir Carte mémoire et Carte.
 (mai 2013).
Si vous disposez d'ouvrages ou d'articles de référence ou si vous connaissez des sites web de qualité traitant du thème abordé ici, merci de compléter l'article en donnant les références utiles à sa vérifiabilité et en les liant à la section « Notes et références ».
Un jeu de cartes mémoire (le terme anglais flashcard est parfois utilisé) est un dispositif d'apprentissage fondé sur la technique de la répétition espacée.
Une carte mémoire étant une fiche cartonnée comportant une question et la réponse au dos, l'exercice consiste à tirer les cartes, et donc les questions, une à une, à essayer d'y répondre, puis à les répartir en fonction de la qualité de la réponse, appréciée par l'apprenant ; une autre succession de tirages intervenant quelque temps après, etc., jusqu'à ce que l'ensemble des réponses soient données sans erreur.

## Principe

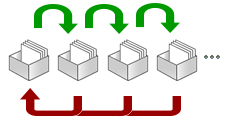

Au début de la phase de d'enrichissement de la mémoire, les cartes se trouvent dans le premier des compartiments d'une boîte. L'apprenant prend une carte dans le compartiment dont il veut vérifier sa connaissance, ou dans le premier s'il commence. La carte est placée dans le compartiment suivant si la bonne réponse a été donnée, sinon, elle est remise dans le premier compartiment, en fin de pile.
Ensuite, les cartes sont revues périodiquement : par exemple, dans le premier compartiment tous les jours ; dans le deuxième, tous les deux jours, dans le troisième tous les quatre jours et ainsi de suite…
Ainsi, plus l'apprenant trouve facilement la réponse à une question, moins celle-ci est posée fréquemment, selon la méthode de la répétition espacée.

## Utilisation
Cela permet d'apprendre du vocabulaire, des dates d'histoire, des formules mathématiques, etc.
Cette méthode présente l'avantage de concentrer les efforts de l'apprenant sur les cartes qu'il maîtrise le moins, ce qui permet de réduire le temps nécessaire pour étudier.

## Histoire
Cette technique d'apprentissage a été mise au point dans les années 1970 par Sebastian Leitner (chroniqueur scientifique allemand, 1919-1989) à la suite des travaux de Hermann Ebbinghaus.

## Développement logiciel
En lieu et place des fiches cartonnées, de nombreux logiciels et sites internet proposent de créer des cartes virtuelles dans lesquelles les compartiments sont remplacés par des intervalles de temps correspondant aux notes attribuées par l'apprenant à ses réponses.
Les solutions informatiques permettent, de plus, une plus grande souplesse et une grande variété quant à l'édition des cartes (images, sons…).
Exemples de logiciels :
- Anki
- Mnemosyne
- My Learning Assistant
- SuperMemo
- RectoVerso
- Memo-Cartes (iPad)